# Општина Пљевља
Општина Пљевља налази се на крајњем северу Црне Горе, у планинском пределу река Таре и Лима, на тромеђи са Србијом и Босном и Херцеговином. Површина општине износи 1346 km² и друга је по величини у Републици Црној Гори. Према резултатима пописа из 2023. године имала је 24.134 становника.
Географске координате општине су: 43 степена и 21 минут СГШ и 19 степени и 21 минут ИГД. Подручје општине Пљевља, својим овално издуженим обликом, динарским правцем пружања, простире се у дужини од 60 km и у просјечној ширини од око 25 km. висинске разлике су веома велике, чак и преко 1700 m, а просјечна надморска висина креће се између 1000 и 1200 m. Већи дио општине чине планински масиви Љубишње, Ковача, Чемерна и Јабуке.
Пљеваљска котлина спада у ред виших са средњом надморском висином од 770 m. сам град смештен је у њој, омеђеној са свих страна брдима Голубиња, Маљевац, Богишевац и Балибегово брдо. Лежи на три реке: Брезници, Ћехотини (у локалном сленгу често се чује и назив "Ћотина") и Везишници. Простире се правцем северозапад - југозапад. Простор под градским насељем дуг је око три, а широк нешто више од хиљаду метара.
Подручје пљеваљске Општине има углавном умерено континенталну климу са одликама ублажене планинске, чији утицај се огледа у екстремно ниским температурама, због чега Пљевља спадају у ред најхладнијих места у Црној Гори. Пљевља су град са највећом облачношћу у Црној Гори. Око 70% дана у години је без ветра, а око 200 дана је са маглом.

## Насељена места
У општини се налази 159 насеља. Нека насељена места су новим законом о територијалној организацији добила нова имена: Ковачи, Жидовићи и Хоревина су сада Ковач, Жидовици и Оревине.

## Становништво

### Национални састав становништва општине по попису 2023. године
| Национални састав (са уделом преко 1%)‍ | Национални састав (са уделом преко 1%)‍ | Национални састав (са уделом преко 1%)‍ | Национални састав (са уделом преко 1%)‍ | Национални састав (са уделом преко 1%)‍ |
| -------------------------------------- | -------------------------------------- | -------------------------------------- | -------------------------------------- | -------------------------------------- |
|                                        |                                        |                                        |                                        |                                        |
| Срби                                   | Срби                                   |                                        | 16.027                                 | 66,41%                                 |
| Црногорци                              | Црногорци                              |                                        | 4.378                                  | 18,14%                                 |
| Бошњаци                                | Бошњаци                                |                                        | 1.765                                  | 7,31%                                  |
| Муслимани                              | Муслимани                              |                                        | 797                                    | 3,90%                                  |
| остали                                 | остали                                 |                                        | 377                                    | 1,56%                                  |
| неизјашњени                            | неизјашњени                            |                                        | 691                                    | 2,68%                                  |
| укупно: 24.134                         |                                        |                                        |                                        |                                        |

### Национални састав становништва општине по попису 2011. године
| Национални састав (са уделом преко 1%)‍ | Национални састав (са уделом преко 1%)‍ | Национални састав (са уделом преко 1%)‍ | Национални састав (са уделом преко 1%)‍ | Национални састав (са уделом преко 1%)‍ |
| -------------------------------------- | -------------------------------------- | -------------------------------------- | -------------------------------------- | -------------------------------------- |
|                                        |                                        |                                        |                                        |                                        |
| Срби                                   | Срби                                   |                                        | 17.569                                 | 57,07%                                 |
| Црногорци                              | Црногорци                              |                                        | 7.494                                  | 24,34%                                 |
| Бошњаци                                | Бошњаци                                |                                        | 2.128                                  | 6,91%                                  |
| Муслимани                              | Муслимани                              |                                        | 1.739                                  | 5,65%                                  |
| остали                                 | остали                                 |                                        | 408                                    | 1,33%                                  |
| неизјашњени                            | неизјашњени                            |                                        | 1.448                                  | 4,70%                                  |
| укупно: 30.786                         |                                        |                                        |                                        |                                        |

### Верски састав становништва општине по попису 2023. године
| Верски састав (са уделом преко 1%)‍ | Верски састав (са уделом преко 1%)‍ | Верски састав (са уделом преко 1%)‍ | Верски састав (са уделом преко 1%)‍ | Верски састав (са уделом преко 1%)‍ |
| ---------------------------------- | ---------------------------------- | ---------------------------------- | ---------------------------------- | ---------------------------------- |
|                                    |                                    |                                    |                                    |                                    |
| Православци                        | Православци                        |                                    | 19.330                             | 80,09%                             |
| Муслимани                          | Муслимани                          |                                    | 4.092                              | 16,96%                             |
| атеисти и агностици                | атеисти и агностици                |                                    | 147                                | 0,61%                              |
| остали                             | остали                             |                                    | 185                                | 1,57%                              |
| неизјашњени                        | неизјашњени                        |                                    | 380                                | 0,77%                              |

### Верски састав становништва општине по попису 2011. године
| Верски састав (са уделом преко 1%)‍ | Верски састав (са уделом преко 1%)‍ | Верски састав (са уделом преко 1%)‍ | Верски састав (са уделом преко 1%)‍ | Верски састав (са уделом преко 1%)‍ |
| ---------------------------------- | ---------------------------------- | ---------------------------------- | ---------------------------------- | ---------------------------------- |
|                                    |                                    |                                    |                                    |                                    |
| Православци                        | Православци                        |                                    | 24.346                             | 79,08%                             |
| Муслимани                          | Муслимани                          |                                    | 5.039                              | 16,37%                             |
| атеисти и агностици                | атеисти и агностици                |                                    | 129                                | 0,42%                              |
| остали                             | остали                             |                                    | 506                                | 1,64%                              |
| неизјашњени                        | неизјашњени                        |                                    | 766                                | 2,49%                              |

### Језички састав становништва општине по попису 2023. године
| Језички састав (са уделом преко 1%)‍ | Језички састав (са уделом преко 1%)‍ | Језички састав (са уделом преко 1%)‍ | Језички састав (са уделом преко 1%)‍ | Језички састав (са уделом преко 1%)‍ |
| ----------------------------------- | ----------------------------------- | ----------------------------------- | ----------------------------------- | ----------------------------------- |
|                                     |                                     |                                     |                                     |                                     |
| Српски језик                        | Српски језик                        |                                     | 17.599                              | 72,92%                              |
| Црногорски језик                    | Црногорски језик                    |                                     | 4.290                               | 17,78%                              |
| Бошњачки језик                      | Бошњачки језик                      |                                     | 972                                 | 4,03%                               |
| Српско-хрватски                     | Српско-хрватски                     |                                     | 349                                 | 1,45%                               |
| остали                              | остали                              |                                     | 502                                 | 2,08%                               |
| неизјашњени                         | неизјашњени                         |                                     | 419                                 | 1,74%                               |